# Nocturnes, op. 9 de Chopin
Les Nocturnes, opus 9 de Chopin sont trois nocturnes pour piano seul composés par Frédéric Chopin entre 1830 et 1832. Ils sont dédiés à son élève Marie Pleyel (une des plus célèbres pianistes virtuoses du XIXe siècle, épouse de son grand ami Camille Pleyel, héritier des pianos Pleyel, et fondateur de la salle Pleyel à Paris). Ils sont publiés à Leipzig en mars 1832, puis à Londres chez Wessel, et à Paris chez Schlesinger en 1833. Les nocturnes numéros 1 et 2 (parmi ses vingt-et-un nocturnes) font partie des œuvres les plus célèbres de ce maître de la musique romantique.

## Histoire

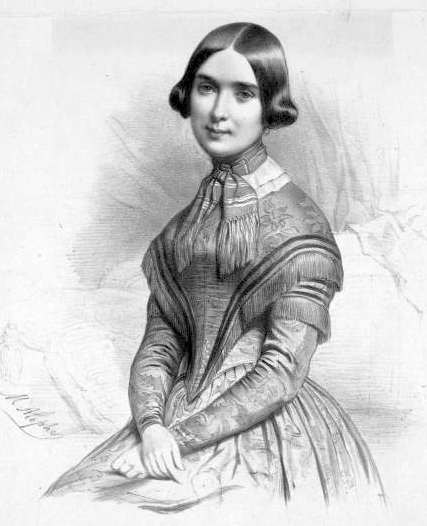
Marie Pleyel, élève de Chopin et dédicataire des nocturnes.

Né en Pologne, Frédéric Chopin est un pianiste prodige dès l'âge de sept ans, et commence sa carrière de compositeur dès l'âge de douze ans. À vingt ans, il s'installe définitivement à Paris en 1830, en pleine période romantique, où son immense talent lui vaut de devenir rapidement la coqueluche des salons parisiens mondains du Tout-Paris artistique, où il devient ami entre autres avec Hector Berlioz, Franz Liszt, Camille Pleyel (qui lui fournit ses pianos Pleyel), Eugène Delacroix, Honoré de Balzac et George Sand (dont il partage la vie durant neuf ans entre 1838 et 1847).
Âgé de vingt ans, il compose avec succès ses Nocturnes, opus 9 en trois pièces entre 1830 et 1832 (composés d'alternances de gaieté et de mélancolie, inspirées des musiques slaves des polonaises et mazurkas, et des souvenirs de musique traditionnelle de la Pologne de son enfance). Parmi son important catalogue d'œuvres, ses célèbres nocturnes lui valent tout particulièrement d'être reconnu comme un des grands maîtres de la musique romantique du XIXe siècle.

## Composition

### No1en si bémol mineur
En si bémol mineur, sur un tempo larghetto, une large ligne mélodique dans le style du bel canto est accompagnée de grands accords arpégés à la main gauche, qui renvoient aux Nocturnes de John Field que Chopin appréciait particulièrement et dont il reprit le schéma formel.

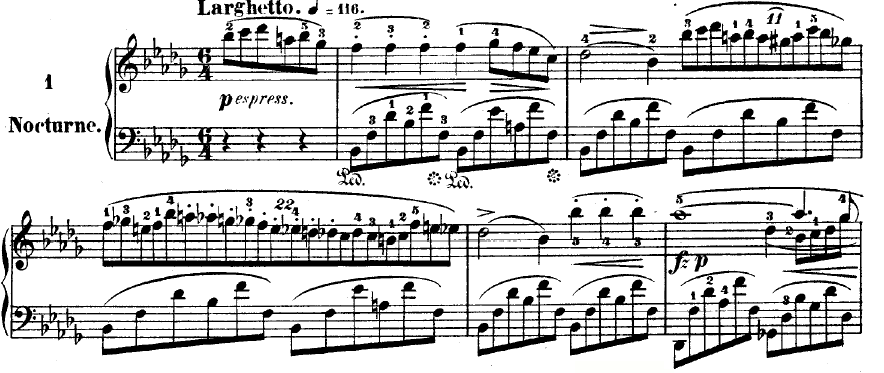
Premières mesures du Nocturne op. 9 no 1.

### No2en mi bémol majeur
Chopin a composé ce nocturne no 2 à l'âge d'environ vingt ans. En mi bémol majeur, il fait partie de ses œuvres les plus connues. Il a une forme binaire (A, A, B, A, B, A) avec une coda, C d'après Lennox Berkeley. Il fait 34 mesures, écrites en 
, et a une structure similaire à une valse.

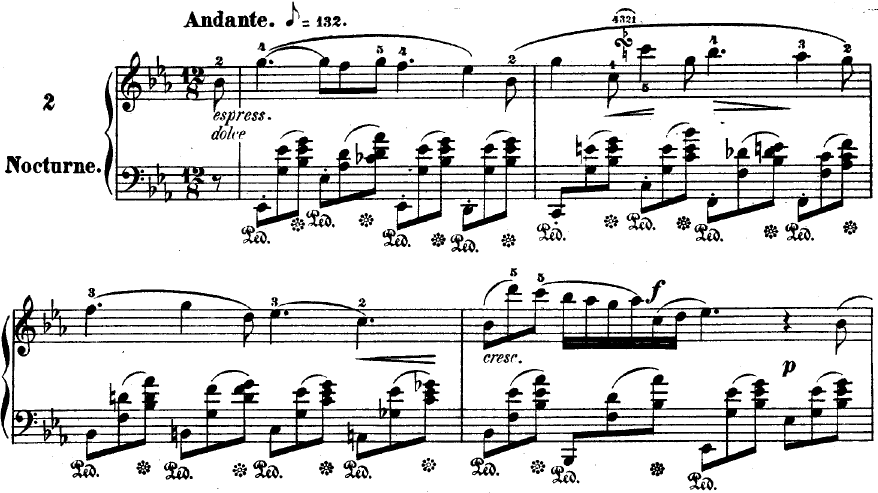
Premières mesures du Nocturne op. 9 no 2.
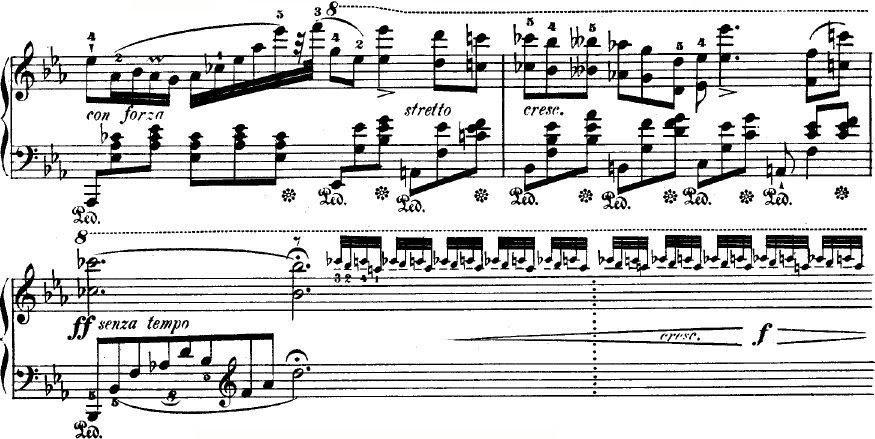
Quelques mesures de la Coda.

### No3en si majeur
Ce nocturne est dans la tonalité de si majeur.

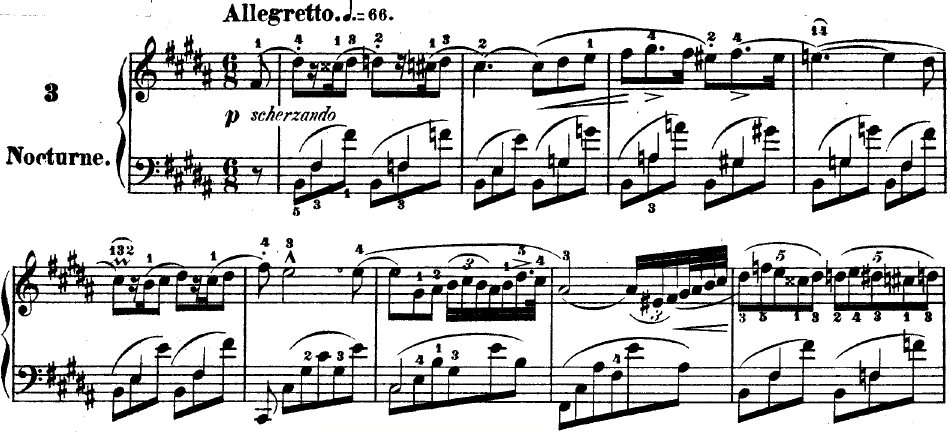
Premières mesures du Nocturne op. 9 no 3.

## Au cinéma
Le Nocturne no 2 est entendu dans L'Arnacœur de Pascal Chaumeil, sorti en 2010.

## Source
- François-René Tranchefort, Guide de la musique de piano et de clavecin, Fayard, 1987, p. 223.